# Layati
Layati (en népalais : लयाटी) est un comité de développement villageois du Népal situé dans le district d'Achham. Au recensement de 2011, il comptait 2 575 habitants.